# Elán (časopis)
Elán byl jeden z nejvýznamnějších kulturních a společenských časopisů v době Československé republiky.

## Historie
Vznikl v roku 1930, založil a redigoval ho slovenský básník a vitalista, Janko Smrek. V době své existence uveřejnil velké množství významných článků, které hýbaly slovenských kulturním životem. Smrek publikoval prvotiny nastupující slovenské kulturní elity, které potom následně vydával v pražském vydavatelství Ladislava Mazáče jako Edici mladých slovenských autorů. Dělal to na poměrně široké programové základně. Při Elánu vznikla také tzv. „Komorná knižnica Elánu“. Elán byl zakázan v roce 1947 před nástupem komunistické totality jako nepohodlný, pokrokový časopis. Jeho šéfredaktorovi Jankovi Smrekovi bylo až do odvolání v šedesátých letech 20. století zakázáno publikovat.